# Trigat
Trigat is een Europees antitankraketprogramma. De afkorting staat voor Third Generation AntiTank ofwel "derde-generatie-antitank", en is als zodanig ook bekend in het Duits als PARS 3 (PanzerAbwehrRaketenSystem) en in het Frans als AC 3G (Anti-Char).
Naast de huidige Long Range (LR) versie zijn er ook plannen voor een draagbare lichtere versie, de Trigat-MR (Medium Range) met veel goedkopere lasergeleiding. Deze plannen zijn echter niet uitgevoerd.
De Trigat is een zogenaamd fire-and-forget (zelfgeleid) raketsysteem dat vanuit de lucht op gronddoelen zoals tanks kan worden gelanceerd, zonder dat het tuig dat de raket lanceert blootgesteld hoeft te worden aan verder risico. Het is het voornaamste wapensysteem van de Europese Tiger UHT en Tiger HAD helikopters. Trigatraketten kunnen in salvo's van vier stuks per acht seconden worden gelanceerd. Het zelfgeleid bereik is ongeveer vijf kilometer. Dit weerspiegelt echter niet het vluchtbereik van de raket dat acht kilometer bedraagt maar de afstand waarop het infraroodvuurleidingssysteem een uniek doel kan bepalen en blijven volgen. De tandemgevechtskop heeft een diameter van 150 mm. Er kan gekozen worden tussen een directe aanval, die meer geschikt is tegen lichtere voertuigen, en een top attack mode waarbij de raket in het lichtgepantserde dak van een zware tank slaat. De nauwkeurigheid tegen bewegende doelen neemt in de laatste modus noodzakelijkerwijs af.

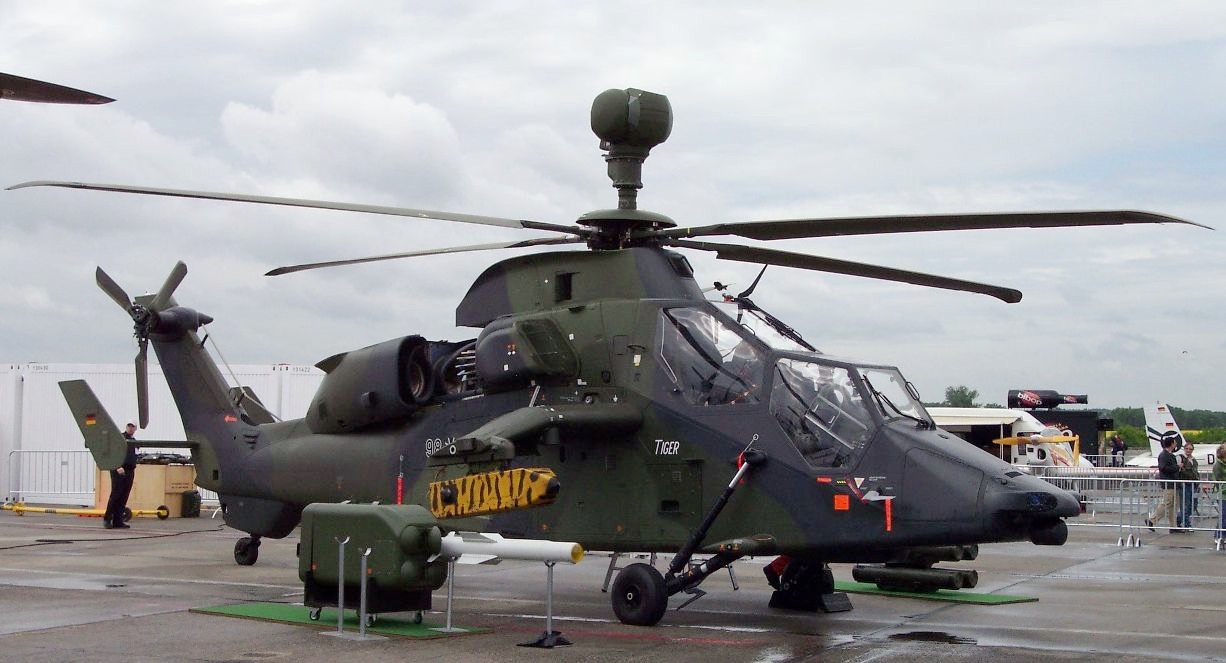
Een tentoongestelde Duitse Tiger-gevechtshelikopter met PARS 3-lanceerinrichting en -raket.

In juli 2000 beëindigden België, het Verenigd Koninkrijk en Nederland hun deelneming aan het Trigat - programma. De dreiging van het Warschaupact was verdwenen en de geheel nieuwe generatie vijandelijke tanks die de zwaardere LR-versie kostenefficiënt zou maken is nooit verschenen. Door de afnemende absolute behoefte aan dergelijke systemen vanwege de inkrimping van de legers zou de stukprijs ook te zeer zijn gestegen. De MR-versie was al verouderd omdat zij niet zelfgeleid was. Het Nederlandse kabinet koos in juni 2001 voor de zelfgeleide Israëlische Gill als lichter antitankwapen. De Nederlandse bijdrage aan de ontwikkeling van Trigat bedroeg ongeveer 30 miljoen euro. België investeerde 1,166 miljard Belgische frank, het VK 115 miljoen Britse pond.